# Andrej Kabanov
Andrej Viktorovitj Kabanov (ryska: Андрей Викторович Кабанов), född den 9 augusti 1971 i Taganrog i Ryska SFSR, är en rysk före detta kanotist.
Han tog bland annat VM-guld i C-4 200 meter i samband med sprintvärldsmästerskapen i kanotsport 1999 i Milano.